# 로마 건국 원년
로마 건국 원년(ab urbe condita, 간단히 AUC, a.u.c, a.u), 로마 건국 기원(로마시 건설 이래)은 초대 로마왕 로물루스가 고대 로마를 건축한 해로, 전통적으로 기원전 753년을 원년으로 삼는다. 로마 건국 원년은 로마 건국 직후부터 쓰인 것은 아니며 공화정 로마 말기에 공화정이 된 해를 245 ab urbe condita로 부르게 되면서 쓰이게 되었다.

## 서력 기원과의 관계
1 AUC = 753 BC (로마 건국)
2 AUC = 752 BC
3 AUC = 751 BC ...
245 AUC = 509 BC (로마 공화정의 시작)
727 AUC = 27 BC (로마 제국의 시작)
750 AUC = 4 BC (헤로데 1세의 죽음)
751 AUC = 3 BC
752 AUC = 2 BC
753 AUC = 1 BC
754 AUC = 1 AD
755 AUC = 2 AD
759 AUC = 6 AD (구레뇨가 시리아를 통치) ...
1229 AUC = 476 AD (서로마 제국의 멸망)
2206 AUC = 1453 AD (동로마 제국의 멸망)
2753 AUC = 2000 AD
2764 AUC = 2011 AD
2771 AUC = 2018 AD

## 같이 보기
- 기년법
- 이탈리아의 역사
- 로마력